# Gnaphosa
Gnaphosa är ett släkte av spindlar som beskrevs av Pierre André Latreille 1804. Gnaphosa ingår i familjen plattbuksspindlar.

## Dottertaxa tillGnaphosa, i alfabetisk ordning[1][2]
- Gnaphosa aborigena
- Gnaphosa akagiensis
- Gnaphosa alacris
- Gnaphosa alpica
- Gnaphosa altudona
- Gnaphosa antipola
- Gnaphosa atramentaria
- Gnaphosa azerbaidzhanica
- Gnaphosa badia
- Gnaphosa balearicola
- Gnaphosa banini
- Gnaphosa basilicata
- Gnaphosa belyaevi
- Gnaphosa betpaki
- Gnaphosa bicolor
- Gnaphosa bithynica
- Gnaphosa borea
- Gnaphosa brumalis
- Gnaphosa californica
- Gnaphosa campanulata
- Gnaphosa cantabrica
- Gnaphosa caucasica
- Gnaphosa chiapas
- Gnaphosa chihuahua
- Gnaphosa chola
- Gnaphosa clara
- Gnaphosa corticola
- Gnaphosa cumensis
- Gnaphosa cyrenaica
- Gnaphosa danieli
- Gnaphosa dege
- Gnaphosa dentata
- Gnaphosa dolosa
- Gnaphosa eskovi
- Gnaphosa eucalyptus
- Gnaphosa fagei
- Gnaphosa fallax
- Gnaphosa fontinalis
- Gnaphosa gracilior
- Gnaphosa haarlovi
- Gnaphosa halophila
- Gnaphosa hastata
- Gnaphosa hirsutipes
- Gnaphosa iberica
- Gnaphosa ilika
- Gnaphosa inconspecta
- Gnaphosa jodhpurensis
- Gnaphosa jucunda
- Gnaphosa kailana
- Gnaphosa kamurai
- Gnaphosa kansuensis
- Gnaphosa ketmer
- Gnaphosa kompirensis
- Gnaphosa kuldzha
- Gnaphosa kurchak
- Gnaphosa lapponum
- Gnaphosa leporina
- Gnaphosa licenti
- Gnaphosa limbata
- Gnaphosa lonai
- Gnaphosa lucifuga
- Gnaphosa luctifica
- Gnaphosa lugubris
- Gnaphosa mandschurica
- Gnaphosa maritima
- Gnaphosa mcheidzeae
- Gnaphosa microps
- Gnaphosa modestior
- Gnaphosa moerens
- Gnaphosa moesta
- Gnaphosa mongolica
- Gnaphosa montana
- Gnaphosa muscorum
- Gnaphosa namulinensis
- Gnaphosa nigerrima
- Gnaphosa nordlandica
- Gnaphosa norvegica
- Gnaphosa occidentalis
- Gnaphosa oceanica
- Gnaphosa oligerae
- Gnaphosa opaca
- Gnaphosa orchymonti
- Gnaphosa orites
- Gnaphosa ovchinnikovi
- Gnaphosa parvula
- Gnaphosa pauriensis
- Gnaphosa pengi
- Gnaphosa perplexa
- Gnaphosa petrobia
- Gnaphosa pilosa
- Gnaphosa poonaensis
- Gnaphosa porrecta
- Gnaphosa potanini
- Gnaphosa potosi
- Gnaphosa primorica
- Gnaphosa prosperi
- Gnaphosa pseashcho
- Gnaphosa pseudolapponica
- Gnaphosa pseudoleporina
- Gnaphosa rasnitsyni
- Gnaphosa reikhardi
- Gnaphosa rhenana
- Gnaphosa rohtakensis
- Gnaphosa rufula
- Gnaphosa salsa
- Gnaphosa sandersi
- Gnaphosa saurica
- Gnaphosa saxosa
- Gnaphosa secreta
- Gnaphosa sericata
- Gnaphosa sinensis
- Gnaphosa snohomish
- Gnaphosa songi
- Gnaphosa sonora
- Gnaphosa steppica
- Gnaphosa sticta
- Gnaphosa stoliczkai
- Gnaphosa stussineri
- Gnaphosa synthetica
- Gnaphosa tarabaevi
- Gnaphosa taurica
- Gnaphosa tenebrosa
- Gnaphosa tetrica
- Gnaphosa tigrina
- Gnaphosa tumd
- Gnaphosa tuvinica
- Gnaphosa ukrainica
- Gnaphosa utahana
- Gnaphosa wiehlei
- Gnaphosa xieae
- Gnaphosa zeugitana
- Gnaphosa zhaoi
- Gnaphosa zonsteini
- Gnaphosa zyuzini